# Hypothèse crypto-terrestre
L’hypothèse crypto-terrestre est l'idée que les signalements de soucoupe volantes ou d’ovnis soient la preuve de l’existence d’une civilisation cachée, technologiquement avancée et basée sur Terre,.
Aaron John Gulyas, spécialiste des théories du complot, qualifie cette hypothèse de « véritable expérience de pensée destinée à soulever des questions », tandis que d’autres observent que « même les personnes ouvertes à l’hypothèse crypto-terrestre restent sceptiques »,. En 2024, des auteurs dans une revue de philosophie décrivent l’hypothèse crypto-terrestre comme une suggestion qui « semble absolument folle »,,.

## Antécédents
À la fin du XIXe siècle, divers auteurs promeuvent l’idée d’une civilisation supérieure non découverte, située dans des lieux mythiques tels que Shambhala, Atlantide, Lémurie, ou à l’intérieur d’une Terre creuse. En 1864, le roman de Jules Verne, Voyage au centre de la Terre, imagine un monde caché sous la surface terrestre,. En 1871, le roman The Coming Race est publié anonymement ; il décrit une race surhumaine souterraine dotée de pouvoirs psioniques. Dans les années suivantes, Helena Blavatsky, fondatrice de la théosophie, propage des récits de maîtres surhumains cachés dans les montagnes du Tibet. Au cours des décennies suivantes, des occultistes affirment l’existence de sociétés secrètes surhumaines dans divers lieux mythiques, notamment Shambhala, l’Atlantide, Thulé, Hyperborée, Mu, la Lémurie, ou même l’intérieur d’une Terre creuse,,.
Dans son roman de 1895 La Machine à explorer le temps, H. G. Wells décrit les Morlocks, une race cachée et souterraine d’humanoïdes technologiques qui se nourrissent des habitants sans défense de la surface. Le roman de 1933 Horizons perdus et son adaptation cinématographique de 1937 mettent en scène Shangri-La, un paradis tibétain habité par des êtres paisibles et quasi immortels. En 1935, le feuilleton The Phantom Empire met en vedette Gene Autry dans le rôle d’un cow-boy chanteur qui découvre une ancienne civilisation souterraine vivant sous son propre ranch.

### L’affaire Shaver

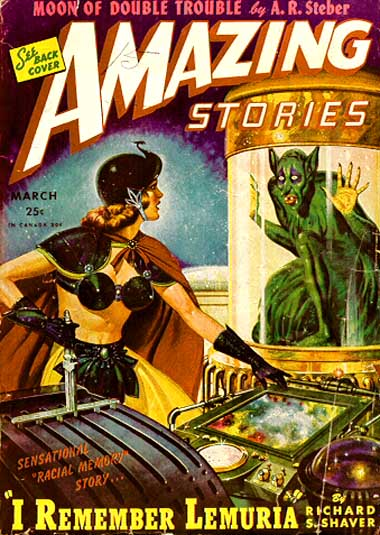
Le premier récit publié de Shaver, la nouvelle "I Remember Lemuria", est en couverture du numéro de mars 1945 de Amazing Stories.

Au milieu des années 1940, une sous-culture marginale se développe autour du magazine de science-fiction Amazing Stories et des récits de Richard Sharpe Shaver, présentés comme non fictifs. À partir de 1945, le magazine publie les affirmations de Shaver selon lesquelles il est en communication avec des êtres souterrains préoccupés par la pollution atomique et pilotant des engins en forme de disque.
Dans le numéro d’octobre 1947 de Amazing Stories, le rédacteur en chef Raymond Palmer affirme que la vague de signalements de disques volants confirme les dires de Richard Sharpe Shaver. Ce même numéro contient une lettre de Shaver dans laquelle il soutient que la vérité sur ces disques restera secrète. Shaver écrit :  
« Les disques peuvent être une invasion venue de l’espace, un nouvel avion militaire secret — ou une mission de reconnaissance d’un pays ennemi... OU, ils peuvent être les vaisseaux spatiaux de Shaver, décollant et atterrissant régulièrement sur Terre depuis des siècles, et vus aujourd’hui comme ils l’ont toujours été — comme un mystère. Ils pourraient quitter la Terre avec des cargaisons de technologie merveilleuse qui signifieraient pour nous l’émancipation face à un grand nombre de nos pires problèmes — et nous ne verrons jamais ces cargaisons... Je prédis que nous ne verrons plus rien, et que la vérité sur ce que sont vraiment ces étranges vaisseaux en forme de disque ne sera jamais dévoilée au peuple. Nous ne comptons tout simplement pas pour les gens qui connaissent ces choses. Il n’est pas nécessaire de nous dire quoi que ce soit,. »
Après la mort de Shaver en 1975, son rédacteur en chef Raymond Palmer admet que « Shaver a passé huit ans non pas dans le Monde des Cavernes, mais dans un hôpital psychiatrique », où il est soigné pour schizophrénie paranoïde.

## Les signalements d’ovnis comme preuves de l’existence de Terriens cachés

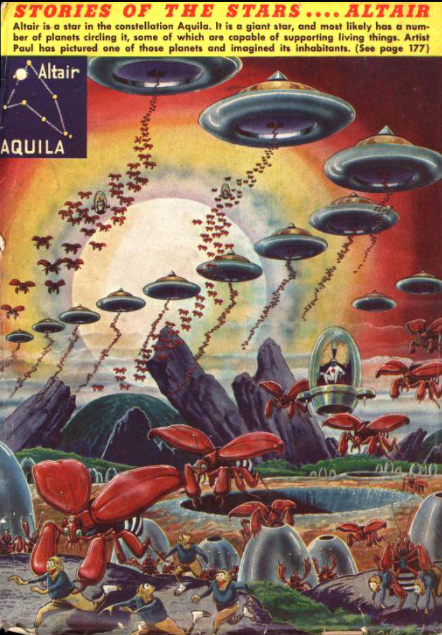
Près d’un an avant la vague de disques volants, Amazing Stories met en scène des vaisseaux spatiaux en forme de disque.

Le 24 juin 1947, lors du premier été de la Guerre froide, le pilote civil Kenneth Arnold signale avoir vu des engins en forme de disque volant à une vitesse hypersonique au-dessus de l’État de Washington. Le récit d’Arnold est rapporté dans les journaux à travers le pays, déclenchant une vague de signalements similaires. Les experts traditionnels concluent que ces témoignages résultent d’une contagion sociale. Le 7 juillet, Arnold suggère que ces signalements pourraient être dus à des vaisseaux spatiaux extraterrestres.
Alors que certains interprètent les signalements d’ovnis comme des preuves de l’existence d’extraterrestres, quelques auteurs suggèrent que des Terriens non humains en sont responsables. Lors de la vague de disques volants de 1947, des théosophes comme Meade Layne affirment que les soucoupes volantes proviennent du « plan éthérique » de la Terre, tandis que des adeptes de la théorie de la Terre creuse soutiennent que ces signalements sont causés par une civilisation technologique située sous la surface terrestre. D’autres suggèrent que ces signalements pourraient être dus à des animaux indigènes de l’atmosphère terrestre. Au milieu du XXe siècle, des auteurs comme Morris Jessup et Erich von Däniken affirment que des extraterrestres pourraient être arrivés sur Terre à l’époque préhistorique, une possibilité mise en scène dans le film de 1969 de Stanley Kubrick, 2001, l'Odyssée de l'espace. Dans son livre de 1956 They Knew Too Much About Flying Saucers, l’auteur Gray Barker suggère que les soucoupes volantes pourraient provenir d’une Terre intérieure, une connexion également explorée par Albert K. Bender dans son livre de 1962 Flying Saucers and the Three Men. En 1960, le livre de Raymond Bernard, Flying Saucers from the Earth's Interior, popularise davantage cette idée. À partir des années 1970, des auteurs comme John Keel et Jacques Vallée suggèrent que les signalements d’ovnis pourraient être liés à des êtres surnaturels qu’ils nomment « ultra-terrestres ».
Dans son article de 1964 The Nonprevalence of Humanoids, le paléontologue américain George Gaylord Simpson affirme que les probabilités que les formes de vie extraterrestres, si elles existent, soient anthropomorphes sont très faibles. Avec l’invraisemblance de l'existence d'extraterrestres humanoïdes selon la biologiste évolutionniste Theodosius Dobzhansky, l’article de Simpson est discuté dans Archaeology, Anthropology and Interstellar Communication, un recueil d’essais populaire édité par l’astrobiologiste Douglas Vakoch et publié par la NASA en 2014. Dans son livre de 2002 Evolving the Alien, le biologiste Jack Cohen soutient que la forme classique de l’extraterrestre Petit-gris, rapportée dans les témoignages d’enlèvements par des extraterrestres, de rencontres rapprochées et de contactés, est peu probable qu’elle soit une espèce extraterrestre.
Le politologue et professeur Michael Barkun indique que certaines théories affirment que les ovnis ont construit ces bases souterraines pour des raisons de sécurité, mais qu’elles restent fondamentalement extraterrestres à l’origine. Dans d’autres cas, ils sont censés être indigènes à l’intérieur de la Terre.

### Le terme "Crypto-terrestre"
Dans les années 2000, l’auteur Mac Tonnies crée le terme « crypto-terrestre » pour décrire des hypothétiques humanoids cachés indigènes à la Terre. Tonnies compare son « Hypothèse crypto-terrestre » à ce qu’il nomme l’Hypothèse nulle des ovnis, selon laquelle « les ovnis peuvent être universellement attribués à des phénomènes naturels mal identifiés et à des observations d’aéronefs terrestres non conventionnels ». Il oppose son hypothèse crypto-terrestre à l’« hypothèse ultra-terrestre » des années 1970, écrivant : « Keel et Vallee ont tous deux exploré des idées essentiellement ‘ occultes ’ en termes cosmologiques ; les deux… nécessitent une révision de notre compréhension du fonctionnement même de la réalité. Mais l’hypothèse crypto-terrestre repose sur un contexte plus familier. Je ne suggère pas que des dimensions invisibles nécessitent que les ufonautes ‘ ralentissent ’ jusqu’à notre niveau de conscience. Plutôt, je me demande si l’on peut envisager que les prétendus aliens qui occupent la mythologie historique et contemporaine sont des créatures humanoïdes à la chair et au sang qui vivent ici même sur Terre. ».
Tonnies et ses crypto-terrestres sont mentionnés dans les écrits d’auteurs marginaux sur les ovnis comme Nick Redfern, Jerome Clark, Paul Kimball et Hal Puthoff,.
L’hypothèse est parfois aussi appelée « intraterrestre » ou « Terre intérieure ».

## Dans la culture populaire
Le récit de science-fiction de 1973 Chains of the Sea met en scène des visiteurs apparemment extraterrestres qui sont essentiellement indifférents aux humains mais interagissent avec des êtres intelligents indigènes à la Terre. En 1989, le film L'Abîme montre des plongeurs en eaux profondes enquêtant sur l’épave d’un sous-marin nucléaire qui entrent en contact avec une civilisation avancée indigène aux océans terrestres.
Dans la musique, l’artiste visuel japonais Tadanori Yokoo illustre un ovni sur la couverture arrière de l’album Agharta de Miles Davis (1975), volant sous un faisceau lumineux au-dessus du royaume souterrain de Agartha. L’inscription sur la pochette intérieure explique que :  
« À différentes périodes de l’histoire, les surhommes d’Agharta sont venus à la surface de la Terre pour enseigner aux humains à vivre ensemble en paix et les sauver des guerres, des catastrophes et de la destruction. La présence de plusieurs soucoupes volantes peu après le bombardement d’Hiroshima pourrait représenter l’une de ces visites. ».
Dans leur chanson Alien Attack (1997), le groupe suédois de synthpop S.P.O.C.K raconte l’histoire d’une race terrestre supérieure ayant fui dans l’espace pour échapper à une catastrophe naturelle et revenant sous la forme d’aliens pour réclamer leur planète.
Dans le film Nope (2022) de Jordan Peele, les protagonistes découvrent que l’ovni n’est pas un vaisseau, mais un cryptide volant ou une « créature de l’espace ».